# Ulead
Ulead Systems var ett taiwanesiskt mjukvaruföretag grundat 5 augusti 1989, med huvudkontor i Taipei. De ligger bakom program som PhotoStyler, PhotoImpact och VideoStudio. Ulead Systems köptes av Corel hösten 2006.